# Macizo de Les Diablerets
El macizo de les Diablerets (francés: Les Diablerets; lit. "la morada de los demonios") es un enorme macizo montañoso cubierto de hielo de los Alpes, que culmina en la Sommet des Diablerets a 3.210 metros sobre el nivel del mar y se extiende a ambos lados de la frontera entre los cantones suizos de Vaud (VD) y Valais (VS). La parte nororiental del macizo se extiende también al cantón de Berna (BE).
El macizo de Diablerets, que consta de varios picos, se extiende por unos 10 kilómetros cerca del extremo occidental de los Alpes berneses, entre los dos pasos profundos: el paso de Cheville (2.038 m), justo debajo de la cumbre principal, al sur, y el paso de Sanetsch/Sénin (2.252 m), al este. La montaña está cubierta por dos glaciares distintos, el mayor es el glaciar Tsanfleuron y el más alto el glaciar Diablerets.
La cumbre principal (oficialmente conocida como Sommet des Diablerets) es el punto más alto del cantón de Vaud. En este último cantón, la montaña ha dado su nombre al cercano pueblo y estación de Les Diablerets, que se encuentra en el lado norte del macizo. En el lado sur (Valais) la montaña domina la aldea y el valle de Derborence.

## Descripción

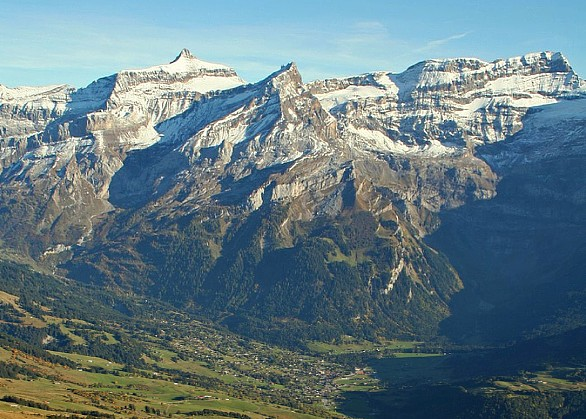
El macizo de Diablerets desde el norte, incluyendo el Oldehore (izquierda), el Scex Rouge (centro) y la cumbre principal (derecha)

Junto con el Muverans, el Wildhorn y el Wildstrubel, los Diablerets son uno de los cuatro macizos y glaciales de los Alpes berneses que se encuentran entre el codo del Ródano y el Paso Gemmi. La sección principal de la montaña, entre los cantones de Vaud y Valais, forma parte de la cuenca del Ródano, a través de los ríos Grande Eau (norte) y Lizerne (sur). La parte más oriental del macizo, que se encuentra en el cantón de Berna, forma parte de la cuenca del Rin, a través del río Sarine (francés, Saane en alemán). El Oldehore (suizo alemán, germanizado: Oldenhorn) es el tripunto de los tres cantones de Vaud, Valais y Berna, y varios de los picos tienen un nombre tanto alemán como francés.
Los principales picos del macizo son, de oeste a este: el Culan (VD, 2.789 m) en el extremo occidental del macizo, la Tête Ronde (VD, 3.037 m) a unos 800 metros al oeste de la cumbre principal, la Sommet des Diablerets (cumbre principal), Le Dôme (VS, 2.986 m) al este de la cumbre principal y entre los dos glaciares, el Sex Rouge (también llamado Scex Rouge; VD, 2.971 m) y el Oldehorn/Becca d'Audon (VD, BE, VS; 3.123 m)) a través del glaciar Tsanfleuron, y el Sentschore/Mont Brun (BE, VS; 2.924 m) más al noreste. También es notable el pico en forma de torre de la Quille du Diable ("bolso del diablo", también conocido como Tour St-Martin; VS, 2.908 m) que domina Derborence desde el borde de la meseta de Tsanfleuron.

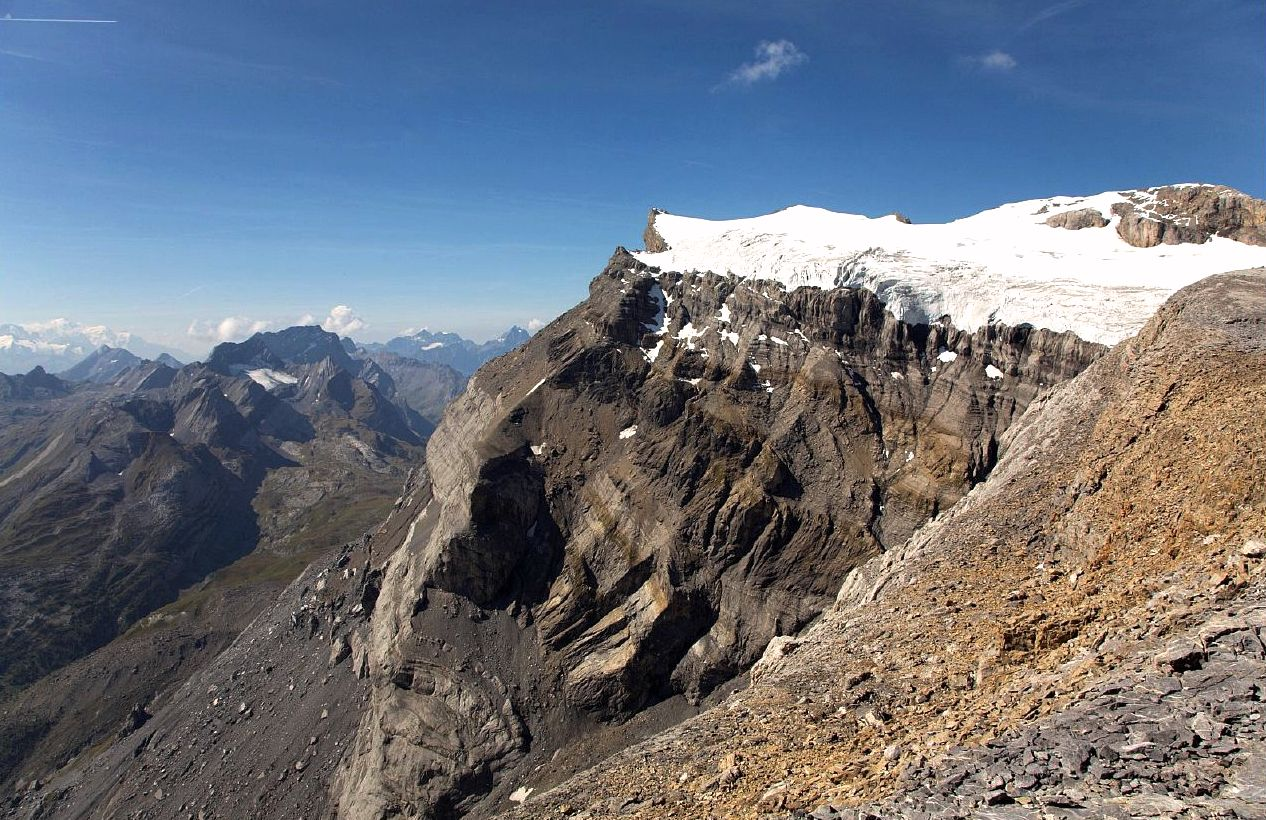
La cumbre principal del lado sureste

Los dos glaciares más grandes del macizo (Tsanfleuron y Diablerets) están ambos en el lado del Valais. Forman un único plano inclinado hacia el este, aunque están separados por la cumbre rocosa de Le Dôme (2.986 m), que se encuentra justo al este de la cumbre principal. No son muy escarpados, especialmente el glaciar Tsanfleuron, ya que los estratos rocosos son casi horizontales. El más pequeño y alto glaciar Diablerets, sin embargo, es mucho más salvaje que el glaciar Tsanfleuron ya que es más empinado y con más grietas. La meseta de Tsanfleuron, entre Le Dôme y el paso Sanetsch está sólo parcialmente glaciada. Por debajo de 2.600 m hay una gran zona cársica, llamada Lapis de Tsanfleuron y que cubre una superficie de unos 8 kilómetros cuadrados.
Junto con el Culan, la Tête Ronde y el Scex Rouge, la cumbre principal forma un anfiteatro de acantilados de piedra caliza con numerosas cascadas, rodeando el valle del Creux de Champ y dominando el pueblo de Les Diablerets desde una altura de más de 2.000 metros. La altura de la pared norte es de unos 1.600 metros, y su fondo (llamado Rochers de Champ) está a 1.600 metros.
Al igual que otras montañas en la cresta de los Alpes berneses, las laderas de los Diablerets experimentan diferentes tipos de clima según su ubicación: las laderas septentrionales son más frías y húmedas mientras que las laderas meridionales son más secas y cálidas. Los bosques se encuentran hasta 1.900 metros en la vertiente norte y hasta 2.000 metros en la vertiente sur. Más al sur en el Valais, en las laderas del Monte Gond, los viñedos también son muy comunes por debajo de los 1.000 metros, pero completamente ausentes en el lado norte. Allí, los pastos alpinos dominan el paisaje, como en muchas otras zonas de las estribaciones septentrionales de los Alpes.

## Turismo y escalada

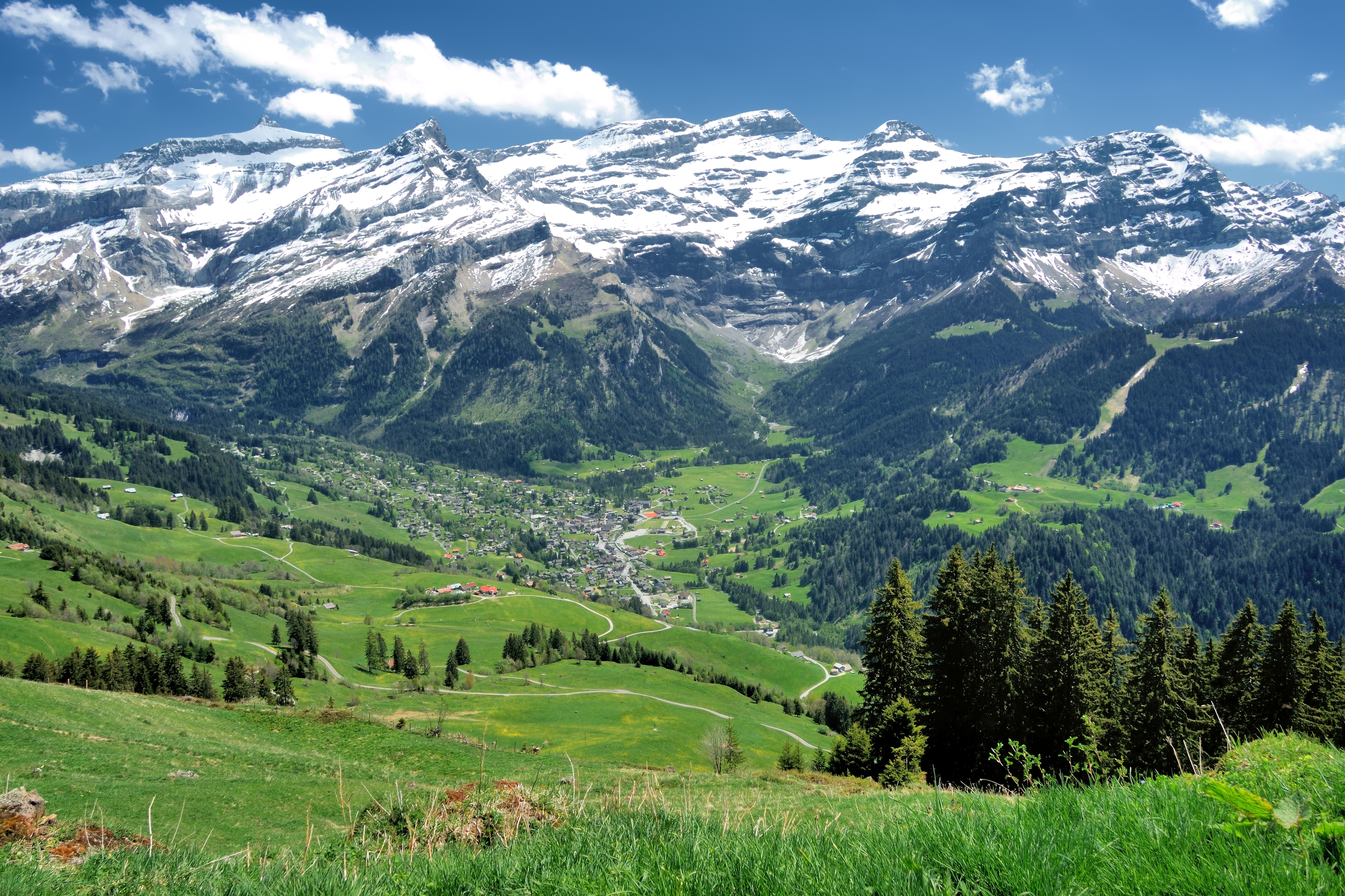
Macizo de Diablerets desde arriba Les Diablerets

Desde 1964, un teleférico conecta Scex Rouge desde el Col du Pillon, 4 kilómetros al este del pueblo de Les Diablerets. El glaciar Tsanfleuron, de fácil acceso desde la estación de montaña de Scex Rouge, ha pasado a formar parte de una gran zona de esquí con varios remontes mecánicos, que culmina a casi 3.000 metros de altitud, y que lleva el nombre comercial de Glacier 3000. La zona también es popular en verano por las exursiones a pie sobre la nieve del glaciar. Las cumbres de Le Dôme y Oldenhorn se pueden alcanzar en pocas horas desde la estación. El Peak Walk, un puente colgante de 107 metros hacia  Scex Rouge desde la cima de la estación de esquí se construyó como atracción turística en 2014.
La cumbre principal, aunque no muy distante de la estación de Scex Rouge, no se puede alcanzar fácilmente ya que implica la travesía del glaciar Diablerets, aunque es accesible para los excursionistas más atrevidos.
Administrativamente, le Sommet des Diablerets está compartido entre los municipios de Conthey (VS), Ormont-Dessus y Bex (VD).(VD).